# Deutsches Institut für Japanstudien
Das Deutsche Institut für Japanstudien (DIJ) in der japanischen Hauptstadt Tokio ist ein Forschungsinstitut der Max Weber Stiftung – Deutsche Geisteswissenschaftliche Institute im Ausland.
Es erforscht aus multi-disziplinärer Perspektive das moderne Japan im globalen Kontext. Direktor ist seit 2014 Franz Waldenberger.

## Geschichte des DIJ
Das DIJ wurde im Dezember 1988 eröffnet und steht in der Tradition der wissenschaftlichen Auslandsinstitute Deutschlands, die mit der Gründung des Deutschen Archäologischen Instituts 1829 begann.
Das Institut ist zum 1. September 2002 der Max Weber Stiftung beigetreten. Im August 2006 hat das DIJ seine neuen Räumlichkeiten im Jochi Kioizaka Building auf dem Hauptcampus (Yotsuya-Campus) der Sophia-Universität bezogen.

## Institutsleiterinnen und -leiter seit der Gründung
- Josef Kreiner, 1988–1996
- Irmela Hijiya-Kirschnereit, 1996–2004
- Florian Coulmas, 2004–2014
- Franz Waldenberger, 2014–heute

## Forschungsschwerpunkt
Das aktuelle Forschungsprogramm erforscht, wie Japan mit den Risiken und Herausforderungen in einer zunehmend unsicheren Welt umgeht. Es wird in den Themenfeldern „Nachhaltigkeit und Resilienz“, „Digitale Transformation“, „Japan in transregionaler Perspektive“ und „Wissensproduktion und Wissensinfrastrukturen“ umgesetzt.

## Veranstaltungsarten
Das Institut bietet eine Fülle von verschiedenen Veranstaltungen. Das DIJ Forum lädt beispielsweise zu Vorträgen von allgemeinem Interesse ein, die DIJ Study Groups richten sich eher an ein wissenschaftlich interessiertes Fachpublikum.

## Bibliothek
Die Bibliothek des DIJ sammelt fachübergreifend japanbezogene Fachliteratur, v. a. in japanischer, deutscher und englischer Sprache.
Die Sammlung umfasst insbesondere Literatur zu den Schwerpunkten:
1. Deutschsprachige Fachliteratur zu Japan
2. Fachliteratur zum Thema der deutsch-japanischen Beziehungen
3. Hilfsmittel zur Japan-Forschung

Darüber hinaus besitzt die Bibliothek des DIJ eine Anzahl von Rara, u. a. die Bandō-Sondersammlung mit Quellen zu deutschen Kriegsgefangenen während des Ersten Weltkriegs. Diese befindet sich seit Ende 2021 als Dauerleihgabe in der Ostasienabteilung der Staatsbibliothek zu Berlin-PK.

## Publikationen
Das DIJ ist Herausgeber der internationalen Fachzeitschrift Contemporary Japan sowie mehrerer Publikationsreihen, darunter Monographien, Miscellanea, Working Papers und Bibliographien. Einige DIJ-Veranstaltungen sind als Audio-Aufnahmen nachzuhören oder können auf dem DIJ-YouTube-Kanal angeschaut werden. Des Weiteren informiert der vierteljährlich erscheinende digitale DIJ Newsletter über die Aktivitäten des Instituts.